# Mariano Albert Reigada
Mariano Albert Reigada (m. 1940) va ser un anarcosindicalista espanyol.
Nascut a Madrid, era ebenista de professió. Va ser membre de la CNT. Després de l'esclat de la Guerra civil es va unir a les forces republicanes. Durant la contesa va arribar a exercir com a comissari polític de la 98a Brigada Mixta. Acabada la guerra, va ser capturat pels franquistes, qui el va empresonar. Seria afusellat al cementiri de l'Este madrileny el 27 d'abril de 1940. Els seus germans Francisco i Jesús també van ser afusellats pel règim franquista.